# Stech Alajos
Stech Alajos (Sasvár, 1813. november 29. – Tata, 1887. január 13.) magyar festő, házfőnök, pedagógus, gimnáziumi igazgató.

## Életpályája
Szentgyörgyön, Győrött és Komáromban, valamint Pesten végezte el elemi iskoláit. Fiatalon (1830) lett a piarista rend tagja. 1834–1835 között Vácott filozófiát tanult. 1836-ban szerzetesi fogadalmat tett. 1836–1837 között Nyitrán, valamint 1838-ban Szentgyörgyön teológiát tanult. 1838-ban szentelték pappá. Vácott (1839–1846, 1858–1860), Szegeden (1846–1852), Nagybecskereken (1852–1858), Pesten (1861) és Nyitrán (1862–1864) piarista iskolákban tanított latint, németet, földrajzot és rajzot. 1851-ben tanulmányutat tett Olaszországban. 1864-ben Németországban élt. 1865-ben került Tatára, ahol a piarista gimnázium tanára, majd 1870–1879 között a társház házfőnöke és a gimnázium igazgatója volt. 1880-ban Olaszországban élt.

## Festményei

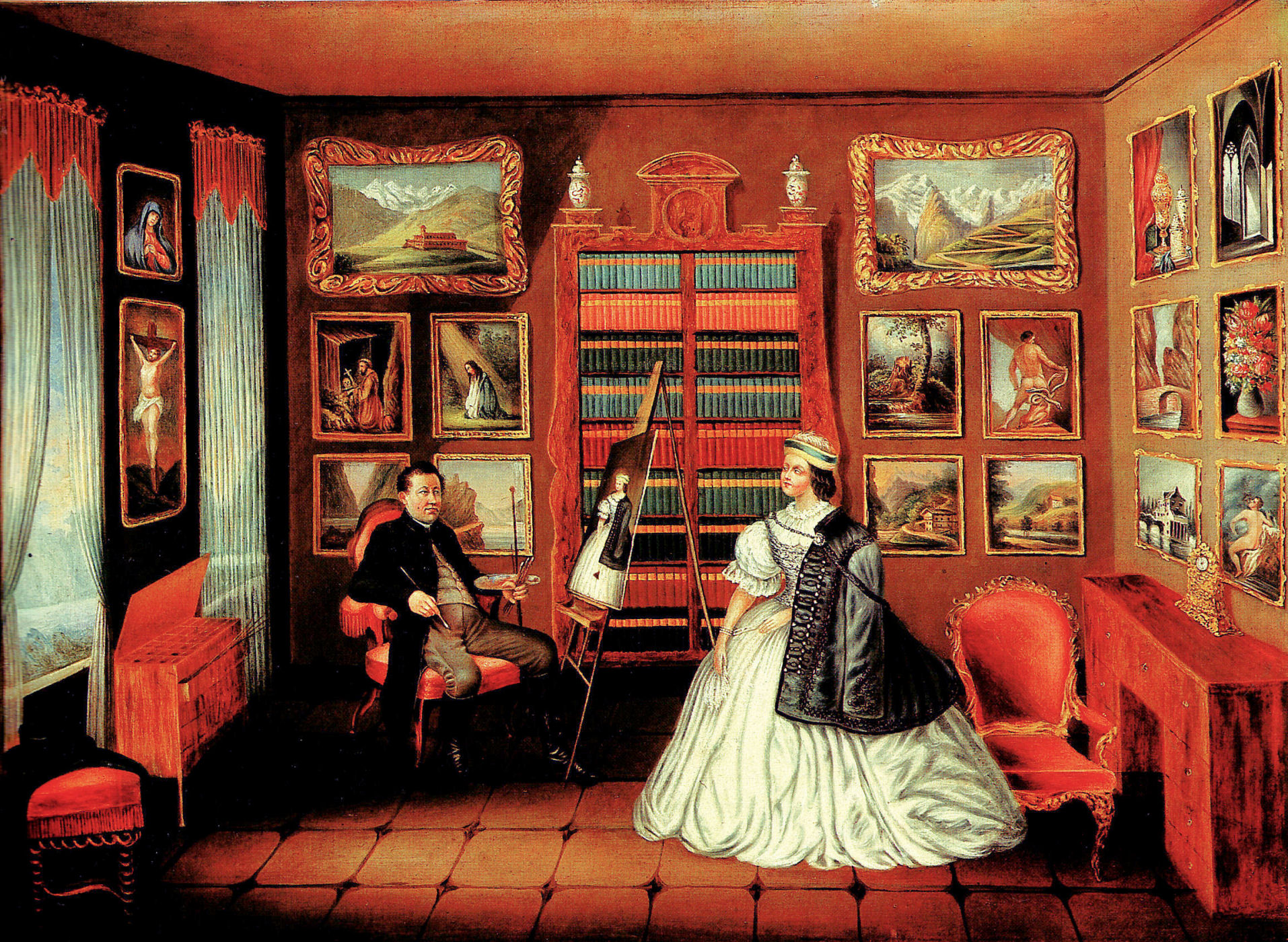
A művész műterme (1847–1849)
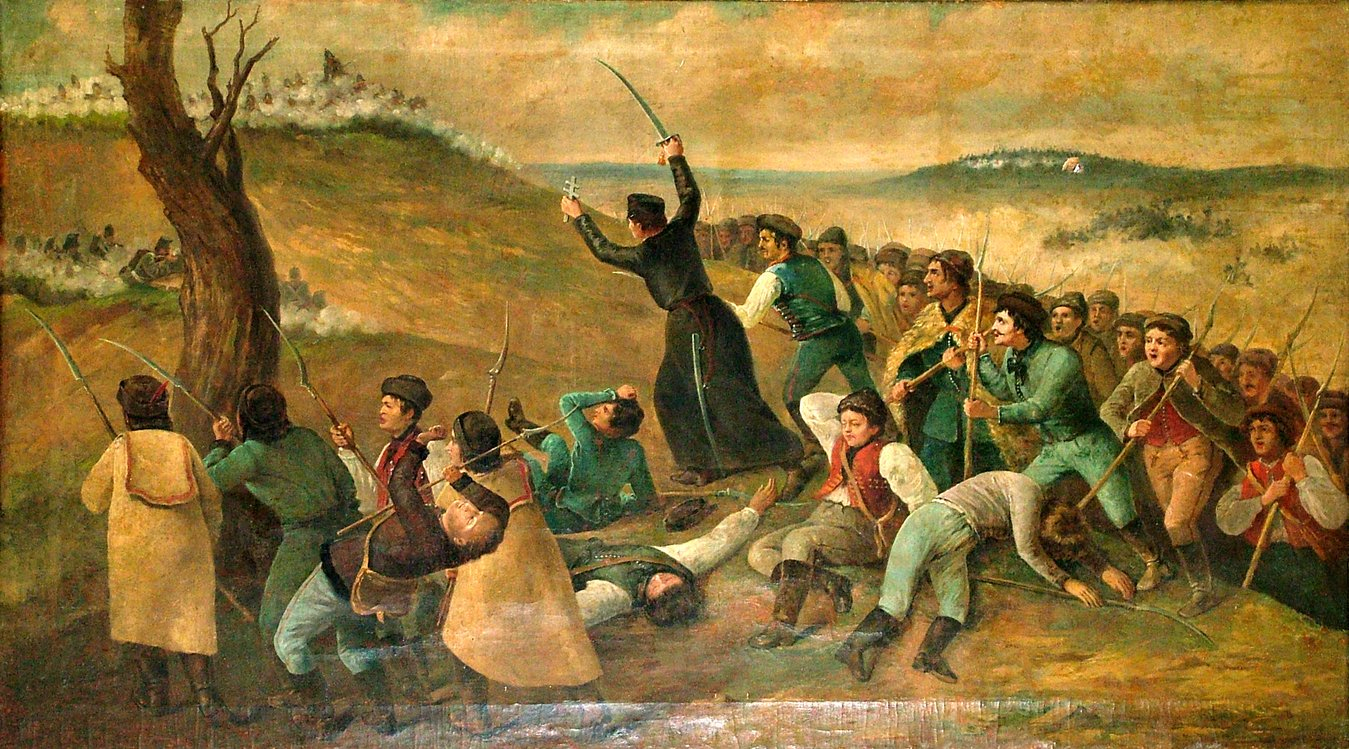
Erdősi Imre és a 2. besztercebányai zászlóalj szlovák honvédei a branyiszkói ütközetben (1880 körül)

- A művész műterme (1847–1849)

## Művei
- Magyarország és a Nagyvilág (1870:18. sz. A mehádiai fürdő)
- Reform (1872:248. sz.).
- Der Temescher Banat und seine Nationalitäten (Prága, 1860)